# 桜田通
桜田 通（さくらだ どおり、1991年12月7日 - ）は、日本の俳優。本名同じ。アミューズ所属。

## 略歴
小学4年生のころから現事務所のダンスのワークショップに通い、小学5年生の時ワークショップの帰りにスカウトされ芸能界入り。
2005年、ドラマ『瑠璃の島』（日本テレビ）にてデビュー。2006年、ミュージカル『ミュージカル・テニスの王子様』にて主役を務める。
2008年10月公開の映画『劇場版 さらば仮面ライダー電王 ファイナル・カウントダウン』に主人公・良太郎の孫・野上幸太郎/仮面ライダーNEW電王役で映画初主演。
2020年9月、自身のファンクラブ『Sakura da Space Society』を開設。所属事務所アミューズの俳優部門において初のファンクラブ開設となった。
桜田の誕生日である2024年12月7日、自身が作画を務めるキャラクター・どおりいぬを主人公とした初のエッセイ漫画『ドオリーヌのいる世界』を『ダ・ヴィンチWeb』（KADOKAWA）にて連載開始。

## 人物
- 好きなミュージシャンとして、UVERworldを公言している。雑誌のインタビューや自身のブログ内で度々、話題にのぼっている。曰く、「自分にとって存在が偉大すぎる」。TAKUYA∞の家に行くほどの仲である[6]。
- 趣味・特技は作詞作曲。ペットはダックスフントのファンタ[7]。好きな乗り物はエレベーター[8]。
- 本名でもある「通」という名前は「桜田通り」に由来する[9]。
- 2020年11月に行われ、300人が投票に参加した「肌がきれいだと思う俳優ランキング」では、横浜流星や吉沢亮を凌ぎ1位を獲得した[10]。
- 『全裸監督2』で共演した元AKB48で女優の増田有華は高校の同級生である[11]。

## 受賞歴
2022年
- スニーカーベストドレッサー賞2022 俳優部門

## 出演
＊太字は主演、もしくはメインキャスト。

### テレビドラマ
- 瑠璃の島 第4話（2005年5月7日、日本テレビ） - 土谷哲平 役
- 東京少女水沢エレナ 第1・2話（2008年5月3日・10日、BS-i） - 本田啓太 役
- ホカベン 第5・6話（2008年5月14日・21日、日本テレビ） - 布田武史 役
- 消せないメール〜本当にあった涙の物語〜（2009年4月2日、フジテレビ） - 男子生徒 役
- 仮面ライダーディケイド 第15話（2009年5月3日、テレビ朝日） - 野上幸太郎 役
- サムライ・ハイスクール（2009年10月17日 - 12月12日、日本テレビ） - 池山智 役
- 白百合兄弟のハンサムな食卓（2009年11月6日 - 、QTV） - 主演：白百合静瑠 役
- 853〜刑事・加茂伸之介 最終話（2010年3月11日、テレビ朝日） - 赤松進一 役
- あり得ない! 第11話（2010年3月24日、毎日放送） - 主演：加納純一 役
- チーム・バチスタ2 ジェネラル・ルージュの凱旋 第6話（2010年5月11日、関西テレビ） - 山崎健人 役
- Friday Break クローン ベイビー（2010年10月8日 - 12月17日、TBS） - 椿栄太 役
- サイン（2011年1月19日 - 3月16日、毎日放送） - 水本頼光 役
- 恋チョコ ビターズエンジェル（2011年2月14日、BS-TBS） - アンジュ 役
- 美咲ナンバーワン!! 第8話（2011年3月2日、日本テレビ） - 柏原拓己 役
- となりの悪魔ちゃん〜ミズと溝の口〜（2011年7月16日、フジテレビ） - 敦夫 役
- 新あなたの知らない世界『色あせた最後のラブレター』（2011年8月25日、日本テレビ）
- 数学♥女子学園（2012年1月11日 - 3月28日、日本テレビ） - 佐藤一樹 役
- 私立バカレア高校 第6話（2012年5月20日、日本テレビ） - 岡本 役
- プレイガール2012（2012年10月20日、ファミリー劇場） - 中山拓穂 役
- 恋文日和 第3話（2014年1月21日、日本テレビ） - 結城光男 役
- 弱くても勝てます 〜青志先生とへっぽこ高校球児の野望〜（2014年4月12日 - 6月21日、日本テレビ） - 志方英介 役
- 理系の人々 よしたに編（2014年10月27日 - 、ひかりTV / 2015年8月 - 、青森朝日放送） - 安達 役
- 金曜プレミアム アンダーウェア（2015年11月13日 - 12月5日、フジテレビ） - 姫路宗介 役
- グッドモーニング・コール（2016年10月12日 - 2017年1月11日、フジテレビ） - 篠崎大地 役[13]
  - グッドモーニング・コール our campus days（2018年4月18日 - 6月27日）
- 初恋芸人（2016年3月1日 - 4月19日、NHK BSプレミアム） - 須藤雄太 役
- 男と女のミステリー時代劇 第6話『身代わり稼ぎ』（2016年6月14日、BSジャパン） - 主演・清太郎 役
- こえ恋（2016年7月9日 - 10月1日、テレビ東京） - 瀬島涼一 役 [14]
- HOPE〜期待ゼロの新入社員〜（2016年7月17日 - 9月18日、フジテレビ） - 新村慶太 役
- ラブラブエイリアン 第5・9・16・17話（2016年7月28日・8月4日・8月25日、フジテレビ） - 野上顕 役
  - ラブラブエイリアン2 第7・14話（2018年2月13日・27日）
- 女たちの特捜最前線 第4話（2016年8月11日、テレビ朝日） - 柳沢亮平 役
- 嫌われる勇気（2017年1月12日 - 3月16日、フジテレビ） - 三宅隆俊 役
- クズの本懐（2017年1月19日 - 4月6日、フジテレビ） - 主演・粟屋麦 役
- 3人のパパ 第6話（2017年5月24日、TBS） - 西川亮介 役
- マジで航海してます。（2017年7月3日 - 31日、毎日放送 / 7月5日 - 8月2日、TBS） - 八木大和 役
- 愛してたって、秘密はある。 第1話（2017年7月16日、日本テレビ） - 及川倫也 役
- 警視庁いきもの係 第6話（2017年8月13日、フジテレビ） - 野間夏夫 役
- 遺留捜査 第4シリーズ 第7話（2017年8月24日、テレビ朝日） - 小沼尊 役
- 土曜プレミアム 衝撃スクープSP 30年目の真実 〜東京・埼玉連続幼女誘拐殺人犯・宮崎勤の肉声〜（2017年10月7日、フジテレビ） - ワイドショーのディレクター 役
- ROAD TO EDEN（2018年1月18日 - 3月8日、フジテレビ） - ケンジ 役
- 花のち晴れ〜花男 Next Season〜 第9話 - 第11話（最終話）（2018年6月12日 - 6月26日、TBS） - 青山透 役[15]
- 刑事7人 第4シリーズ 第3話（2018年7月25日、テレビ朝日） - 浅倉真司 役
- パーフェクトクライム（2019年1月20日 - 3月24日、朝日放送テレビ） - 主演・東雲遥斗 役[16]
- わたし、定時で帰ります。（2019年4月16日 - 6月25日、TBS） - 種田柊 役
- コーヒー&バニラ（2019年7月4日 - 9月6日、毎日放送） - 主演・深見宏斗 役[17]
- ギルティ〜この恋は罪ですか?〜 第8話 - 最終話（2020年7月23日 - 8月6日、読売テレビ・日本テレビ） - 守屋直道 役[18]
- 未満警察 ミッドナイトランナー 第5話（2020年7月25日、日本テレビ） - 白木 役[19]
- 3Bの恋人（2021年1月10日 - 3月14日、朝日放送テレビ） - 南世志 役[20]
- 連続ドラマW 正体 第3話 - 最終話（2022年3月26日 - 4月2日、WOWOW）- 足利清人 役
- クールドジ男子（2023年4月15日 - 7月1日、テレビ東京） - 主演・三間貴之 役[21]
- けむたい姉とずるい妹（2023年10月9日 - 11月27日、テレビ東京） - 二宮ひかる 役[22]
- さっちゃん、僕は。（2024年6月11日 - 9月3日、TBS） - 国木田要 役[23]
- 海老だって鯛が釣りたい（2025年7月3日 - 、中京テレビ・日本テレビ） - 鯛島亮介 役[24]

### 映画
- あしたの私のつくり方（2007年4月28日、日活） - 金井淳 役
- YOSHIMOTO DIRECTOR'S 100 〜100人が映画撮りました〜『人を造る』（2008年3月15日、吉本興業） - 純平（学生時代）役
- アクエリアンエイジ（2008年3月22日、バイオタイド） - 主演：日下部要 役
- FROGS on Screen（2008年6月7日、ソニー株式会社） - 主演：カケル 役
- 仮面ライダーシリーズ（東映） - 主演：野上幸太郎 役
  - 劇場版 さらば仮面ライダー電王 ファイナル・カウントダウン（2008年10月4日）
  - 劇場版 超・仮面ライダー電王&ディケイド NEOジェネレーションズ 鬼ヶ島の戦艦（2009年5月1日）
  - 仮面ライダー×仮面ライダー×仮面ライダー THE MOVIE 超・電王トリロジー EPISODE BLUE 派遣イマジンはNEWトラル（2010年6月5日）
  - オーズ・電王・オールライダー レッツゴー仮面ライダー（2011年4月1日） - 渡部秀とW主演
- カフェ代官山III 〜それぞれの明日〜（2009年3月14日、日本出版販売） - 三浦琴尚 役
- 海の上の君は、いつも笑顔。（2009年5月9日、オフィスキタ） - 小早川陸 役
- 食堂かたつむり（2010年2月6日、東宝） - サトル 役
- BECK（2010年9月4日、松竹） - 兵藤マサル 役
- 王様ゲーム（2011年12月17日、BS-TBS） - 金沢伸明 役
- MARCHING－明日へ－（2014年8月23日、MARCHING配給委員会） - 孫忠信 役
- 人狼ゲーム ビーストサイド（2014年8月30日、AMGエンタテインメント） - 藤堂由紀彦 役
- がじまる食堂の恋（2014年9月20日、BS-TBS） - 島袋翔太 役
- 神さまの言うとおり（2014年11月15日、東宝）
- orange -オレンジ-（2015年12月12日、東宝） - 萩田朔 役
- シュウカツ「就職活動」第4話 最終面接「控え室」（2016年4月2日、ノースシーケーワイ）
- 全員、片想い「僕のサボテン」（2016年7月2日、東映） - 主演：木下透 役[25]
- 続・深夜食堂（2016年11月5日、東映）
- 君の膵臓をたべたい（2017年7月28日、東宝） - 委員長（隆弘） 役
- ばぁちゃんロード（2018年4月14日、アークエンタテインメント） - 庄司哲也 役
- EVEN〜君に贈る歌〜（2018年6月2日、ユニバーサル・コネクト） - 主演：ボーカル･武人 役
- 劇場版 リケ恋〜理系が恋に落ちたので証明してみた。〜（2019年2月1日、エクセレントフィルムズ）
- BACK STREET GIRLS ゴクドルズ（2019年2月8日、東映） - 小泉成二 役
- ラ（2019年4月5日、アークエンタテインメント） - 主演：岡浜慎平 役[26]
- わたし達はおとな（2022年6月10日、ラビットハウス）- 将人 役[27]
- Amuse Presents SUPER HANDSOME LIVE 2022 “ROCK YOU! ROCK ME!!”（2023年5月公開予定、ライブ・ビューイング / 松竹）[28]
- 大名倒産（2023年6月23日、松竹） - 松平喜三郎 役[29]

### Webドラマ
- 神児遊助のげんきのでる恋 第2話（2009年9月8日、Bee TV） - 聡 役
- 白百合兄弟のハンサムな食卓（2009年11月6日、QTV） - 主演：白百合静瑠 役
- 三色丼、めしあがれ 2000年 白石家編（2015年2月4日 - 18日、NOTTV）
- アンダーウェア（2015年9月2日 - 11月、Netflix） - 姫路宗介 役 ※配信後にフジテレビ系列で放送[30]
- グッドモーニング・コール（2016年2月12日 - 6月10日、フジテレビオンデマンド / Netflix） - 篠崎大地 役 ※配信後にフジテレビ系列で放送
  - グッドモーニング・コール our campus days（2017年9月22日）
- ROAD TO EDEN（2017年10月26日 - 12月14日、フジテレビオンデマンド） - ケンジ 役 ※配信後にフジテレビで放送
- FHIT MUSIC♪ 〜倉木麻衣〜（2019年3月8日、dTV） - 貴也 役
- 今際の国のアリス（2020年12月10日、Netflix） - ニラギ 役[31]
  - 今際の国のアリス シーズン2（2022年12月22日、Netflix）[32]
- 全裸監督2（2021年6月24日 全話配信、Netflix） - ケンちゃん 役
- 覆面D（2022年10月 - 12月、ABEMA） - マサ 役[33]
- 僕の愛しい妖怪ガールフレンド（2024年3月22日、Amazon Prime Video） - 三国紅太郎 役[34]

### ネットムービー
- 東京ワンピースタワーTV 東京ワンピースタワーができるまで 第2回 - 最終回（2015年2月9日 - 3月29日） - アシスタント・レポーター[35]
- WEB限定ムービー「女の子はうそつきだ」（2015年8月7日） - 主演[36]

### 舞台
- ミュージカル「テニスの王子様」  - 主演：越前リョーマ 役
  - ミュージカル「テニスの王子様」 Advancement Match 六角 feat.氷帝学園（2006年8月3日 - 27日、日本青年館 他）
  - ミュージカル「テニスの王子様」 Absolute King 立海 feat.六角〜First Service（2006年12月13日 - 2007年1月27日、日本青年館 他）
  - ミュージカル「テニスの王子様」 Dream Live 4th（2007年3月30日 - 31日、パシフィコ横浜）
  - ミュージカル「テニスの王子様」 Dream Live 4th Extra（2007年5月17日 - 20日、梅田芸術劇場）
  - ミュージカル「テニスの王子様」 Absolute King 立海 feat.六角〜Second Service（2007年8月2日 - 9月9日、日本青年館 他）
- FROGS - 主演：カケル 役
  - FROGS（2007年3月14日 - 21日、シアターグリーン） - 主演：カケル 役
  - FROGS 再演（2007年9月21日 - 24日、東京芸術劇場 中ホール） - 主演：カケル 役、他
  - FROGS 再々演（2008年3月19日 - 23日、天王洲 銀河劇場 / 3月28日 - 30日、梅田芸術劇場 シアター・ドラマシティ） - 主演：カケル 役、他
  - FROGS 再再々演（2009年2月11日 - 15日、サンシャイン劇場 / 2月20日 - 22日、新神戸オリエンタル劇場） - 主演：カケル 役、他
- ON LINE プロジェクト プロデュース公演 vol.2 「ルームシェア」（2007年5月2日 - 6日、全労済ホール スペース・ゼロ） - 尾山信敏 役
- BLACK&WHITE －悪魔のテンシ 天使のアクマ－（2010年8月28日 - 9月5日、サンシャイン劇場） - 主演：シロ 役
- 冒険絵本 PINOCCHIO －ピノキオ－（2011年8月12日 - 22日、渋谷区文化総合センター大和田 さくらホール / 8月25日 - 28日、シアターBRAVA!） - 山猫 役
- 宝石シリーズ
  - 宝石シリーズ第二弾「Mystic Topaz」（2011年10月1日 - 16日、シアターサンモール） - 怪盗ミッシェル 役
  - 宝石シリーズ最終章「JEWELRY HOTEL」（2012年7月19日 - 20日、紀伊国屋ホール） - ゲスト出演
- ロック☆オペラ「サイケデリック・ペイン」（2015年4月4日 - 12日、天王洲 銀河劇場 / 4月17日 - 19日、キャナルシティ劇場 / 4月30日 - 5月4日、梅田芸術劇場 シアター・ドラマシティ） - 魁人 役

### バラエティ
- 水10!・ワンナイR&R『もんじゃろ学園』（2005年、フジテレビ） - 学級委員長・ナオヤ 役
- ごちダン・レシピ（2012年4月5日 - 、BS朝日）

### CM
- 家庭教師のトライ 「家庭教師」篇（2005年）
- 第一三共 企業CM
- P&G 「ルミネス」
- UNIQLO あの人にもクリスマスを「プリントフリース」篇（2007年）
- 富士フイルム フジカラー年賀ポストカード 「大久保さんの趣味」篇（2013年）
- 産経新聞 「SANKEI EXPRESS」WEB（2013年）
- 東京ワンピースタワー 「Point of View」篇（2015年）
- クラッシュフィーバー 嫌な上司 「既読スルー」篇・「ニャンニャン」篇（2016年）
- ダノンジャパン OIKOS 「顎クイ」篇（2017年）
- 伊勢半 ヒロインメイク 「ボリュームコントロールマスカラ」WEB CM（2018年）
- adidas トレーニング アスレチック2020SS イメージキャラクター（2020年）
- ポケモンカードゲーム ソード&シールド「ファミリーポケモンゲーム」（2021年）[37]
  - ポケモンカードゲーム「スタートデッキ100 」（2021年）
- CyDen「スムーズスキン bare smart」（2021年）

### イベント
- Amuse presents 「SUPER ハンサム LIVE」
  - Amuse presents 「ハンサム祭り〜お台場紅白歌合戦〜」（2007年12月30日、Zepp Tokyo）
  - Amuse presents 「SUPER LIVE 2008 〜今宵 あなたとシンギングー〜」（2008年12月30日、Zepp Tokyo）
  - Amuse presents 「SUPER ハンサム LIVE 2009 〜男 da 男!!〜」（2009年12月29日 - 30日、Zepp Tokyo）[38]
  - Amuse presents 「SUPER ハンサム LIVE 2010」（2010年12月29日 - 30日、Zepp Tokyo）[39]
  - Amuse presents 「SUPER ハンサム LIVE 2011」（2011年12月26日 - 28日、パシフィコ横浜 国立大ホール）[40]
  - Amuse presents 「SUPER ハンサム LIVE 2013」（2013年12月26日 - 27日、舞浜アンフィシアター）[41]
  - Amuse Presents 「SUPER ハンサム LIVE 2014 EVER LASTING SHOW」（2014年12月26日 - 28日、パシフィコ横浜 国立大ホール）[42]
  - Amuse Presents「HANDSOME FESTIVAL 2016」（2016年12月17日 - 18日、TOKYO DOME CITY HALL / 12月29日、東京国際フォーラム ホールA）[43]
  - 15th Anniversary SUPER HANDSOME LIVE 「JUMP↑ with YOU」（2020年2月16日、両国国技館） - ゲスト出演[44]
  - Amuse Presents  SUPER HANDSOME LIVE 2022 “ROCK YOU! ROCK ME!!”(2022年12月29日、LINE CUBE SHIBUYA）

- Amuse presents 「THE GAME 〜Boy's Film Show〜」
  - Amuse presents 「THE GAME 〜Boy's Film Show〜」（2009年8月14日 - 15日、中野サンプラザ / 9月22日 - 23日、渋谷C.C.レモンホール）
  - Amuse presents 「THE GAME 〜Boy's Film Show〜」（2010年8月2日 - 4日、五反田・ゆうぽうとホール / 8月13日 - 15日、メルパルク大阪）
- Sakura da Festa
  - Sakura da Festa 2016 ～Music for my friends～（2016年3月29日、duo MUSIC EXCHANGE）
  - Sakura da Festa 2017 ～Wonderful Encounter～（2017年3月24日、Music Club JANUS / 3月26日、SPADE BOX / 3月31日、duo MUSIC EXCHANGE）
  - Sakura da Festa 生誕祭 Tour
    - Sakura da Festa 生誕祭 Tour ～2017.12.07～（2017年12月7日、duo MUSIC EXCHANGE）
    - Sakura da Festa 生誕祭 Tour 〜progress forward〜（2018年2月11日、HEAVEN'S ROCK さいたま新都心VJ-3 / 2月25日、柏PALOOZA / 3月24日、SPADE BOX / 3月25日、Music Club JANUS / 3月29日、Shibuya O-EAST）

  - Sakura da Festa 番外編 トークイベント ～陰と陽～（2018年12月7日、ランドマークホール）
  - Sakura da Festa 2019 ～Linking of spirits～（2月23日、WOMB / 3月8日 - 9日、ROCKTOWN / 3月17日、HEAVEN'S ROCK 宇都宮 VJ-2 / 3月23日、HEAVEN'S ROCK さいたま新都心 VJ-3 / 3月31日、duo MUSIC EXCHANGE）
  - Sakura da Festa extra stage ～not for resale～（2019年12月12日、Shibuya eggman） ※セカンド写真集リリース記念
  - Sakura da Festa 2020 ～Starting of a New World～（2020年2月1日、F.A.D YOKOHAMA / 2月8日、阿倍野ROCKTOWN / 2月9日、SPADE BOX / 2月15日、HEAVEN'S ROCK さいたま新都心 VJ-3 / 2月22日、柏PALOOZA）
  - Sakura da Festa extra stage ～online special live～（2020年9月2日、duo MUSIC EXCHANGE） ※配信ライブ
  - Sakura da Festa 2020 リアルorバーチャル〜誕生日って最高〜（2020年12月7日、渋谷ストリームホール）
  - Sakura da Festa 2021 ～the next phase～（2021年2月13日、Zeep Tokyo）
  - Sakura da Festa 2021 30th birthday anniversary〜私達の30項目〜（2021年12月6日 - 7日、渋谷ストリームホール）
- Sakura da Space Society presents「SSS Meeting 2021」（2021年9月2日、The Garden Room）
- Dori Sakurada ZEPP TOUR 2022 Anniversary to the next level（2022年2月11日、KT Zepp Yokohama / 2月24日、Zepp Nagoya / 2月25日、Zepp Osaka Bayside / 3月3日、Zepp DiverCity）
- Dori Sakurada Debut Tour 2023 "Retrograde Satellite"（2023年5月26日、KT Zepp Yokohama / 6月16日、Zepp Nagoya / 6月17日、Zepp Osaka Bayside / 6月29日、Zepp Haneda）

### テレビアニメ
- クズの本懐 第11話（2017年3月24日、フジテレビ） - 倉田織 役[45]

### PV
- JYONGRI「Winter Love Story」（2008年、東芝EMI）
- monobright「雨にうたえば」（2010年、デフスターレコーズ）
- AKB48「ギンガムチェック」（2012年、You, Be Cool!/KING RECORDS）
- Lisa Halim「それでも君を愛してた feat.Sunya」（2012年、Colourful Records）
- AKB48「翼はいらない」（2016年、You, Be Cool!/KING RECORDS）
- MAGIC OF LiFE 「アオイシグナル」（2016年、STELLA OFFICE）
- Da-iCE「雲を抜けた青空」（2019年、ユニバーサルシグマ）

### ゲーム
- 仮面ライダーバトル ガンバライド（2011年、アーケード） - 仮面ライダーNEW電王 役
- 仮面ライダー クライマックスヒーローズ シリーズ - 仮面ライダーNEW電王 役
  - 仮面ライダー クライマックスヒーローズ フォーゼ（2011年、Wii・PSP）
  - 仮面ライダー 超クライマックスヒーローズ（2012年、Wii・PSP）
- 仮面ライダー バトライド・ウォー シリーズ - 仮面ライダーNEW電王 役
  - 仮面ライダー バトライド・ウォー（2013年、PS3）[46]
  - 仮面ライダー バトライド・ウォーII（2014年、PS3・Wii U）
  - 仮面ライダー バトライド・ウォー創生（2016年、PS3・PS4・PS Vita）
- オール仮面ライダー ライダーレボリューション（2017年､3DS） ‐ 仮面ライダーNEW電王 役
- 異世界でカフェを開店しました。（2017年、スマホゲーム） - エドガー王子 役
- 仮面ライダーバトル ガンバライジング（2020年、アーケード） - 仮面ライダーNEW電王 役[47]
- 仮面ライダー シティウォーズ（2021年、iOS / Android） - 仮面ライダーNEW電王 役[48]
- 仮面ライダーバトル ガンバレジェンズ（2023年、アーケード） - 仮面ライダーNEW電王 役

### ラジオ
- 桜田通 Sakura da Park （2019年4月7日 - 2020年3月22日、AuDee）

## 作品

### 書籍
- アクエリアンエイジ 劇場版オフィシャルフォトブック（2008年3月12日、文苑堂）ISBN 978-4-9042-1101-4
- 東映ヒーローMAXスペシャル DEN-O TORILOGIC（2010年5月22日、辰巳出版）ISBN 978-4-7778-0790-1
- 20th anniversary limited edition DORIBLOG（2011年11月、アミューズ）
- 桜田通 ファーストPHOTO BOOK「さくらだ」（2014年6月21日、ワニブックス）ISBN 978-4-8470-4650-6 ※2020年重版決定
- Sakura da Festa 2016～Music for my friends～ CD&Photobook（2016年7月1日、アミューズ）
- 「しろといろ」写真集（2016年8月4日、アミューズ）
- Sakura da Festa 2017～Wonderful Encounter～ CD&Photobook（2017年7月、アミューズ）
- Sakura da Festa 生誕祭Tour CD＆Photobook（2018年6月1日、アミューズ）
- 桜田通 セカンド写真集『The 27 Club』（2019年12月7日、blueprint）ISBN 978-4-90-985204-5[49]

### 映像作品
- FROGS spin off（2007年11月、アミューズ / ネルケプランニング）
- Riisa Films ショートムービー「あなたは近くて遠い人」（2009年2月25日、リバプール）
- Memo・Real＜メモ・リアル＞DVDシリーズ第一弾（マーベラスエンターテイメント）
  - 桜田通「One Life! 〜7days Family〜」（前編）（2009年6月26日）
  - 桜田通「One Life! 〜24/7 FATE〜」（後編）（2009年7月24日）
- CAST-PRIX ZERO vol.7 - vol.9 特別付録DVD「キャスプリ学園放送部」新・パーソナリティ（2009年10月3日・12月3日・2010年2月3日、グライドメディア）
- Amuse Presents 「The Game 〜Boys Film Show〜」（アミューズソフトエンタテインメント）
  - THE GAME 〜Boy's Film Show〜（2009年12月）
  - THE GAME 〜Boy's Film Show〜2010（2010年12月17日）
- Amuse presents 「SUPER ハンサム LIVE」（アミューズ）
  - 復習DVD「BOYS, BE HANDSOME!!!」（2015年11月18日）
  - 保存版DVD「HANDSOME FESTIVAL 2016」（2017年6月14日）
  - 15th Anniversary SUPER HANDSOME LIVE「JUMP↑ with YOU」（2020年7月10日）
  - SUPER HANDSOME LIVE 2022 “ROCK YOU! ROCK ME!!”Blu-ray（2023年7月28日）
- たけてれDVD Vol.5（2018年11月14日、アミューズ） - ゲスト出演

### 音楽

#### 参加作品
- ミュージカルテニスの王子様 ベストアクターズシリーズ 005 桜田通 as 越前リョーマ （2006年12月16日、FEEL MEE）
- DEN-O ALL STARS名義「超 Climax Jump」（2009年4月22日、avex mode） - 映画『劇場版 超・仮面ライダー電王&ディケイド NEOジェネレーションズ 鬼ヶ島の戦艦』主題歌
- 野上幸太郎&テディ（CV.桜田通・小野大輔）名義「Double-Action Strike form」（2010年6月9日、エイベックス・マーケティング） - 映画『仮面ライダー×仮面ライダー×仮面ライダー THE MOVIE 超・電王トリロジー EPISODE BLUE 派遣イマジンはNEWトラル』主題歌
- SIGN名義「サイン」（2011年3月2日、ユニバーサルJ） - テレビドラマ『サイン』主題歌
- Amuse presents「SUPER ハンサム LIVE」（アミューズ）
  - 予習＋復習Soundtrack2013「LAUGH & PEACE」（2013年12月3日）
  - 予習＋復習Soundtrack2014「EVER LASTING STORY」（2014年12月3日）
  - 「HANDSOME FESTIVAL 2016 予習Sound Track」（2016年11月23日）
  - 15th Anniversary SUPER HANDSOME COLLECTION「JUMP↑」（2019年11月30日）